# Monument Amazone
Le Monument Amazone ou encore l'Amazone (monument gigantesque) est une statue érigée en hommage aux Amazones du Dahomey et fabriquée en structure métallique avec une enveloppe en bronze, d'une hauteur de 30 m et pesant 150 tonnes, posée sur un tertre. Elle est installée sur l'esplanade des Amazones dans le 12è arrondissement de la ville de Cotonou dans le Sud du Bénin.
Le Monument Amazone a été inauguré le 30 juillet 2022 par le Président de la République du Bénin, Patrice Talon. Il représente une jeune femme guerrière armée d'un fusil et d'une épée avec sa tête pointée vers le haut en signe de victoire. C'est la seconde statue la plus grande en Afrique et un point attrayant au cœur de l'ancien Dahomey.

## Localisation

### Localisation
L'Amazone est située entre le Boulevard de la Marina et l'Océan atlantique, dans le 12e arrondissement de Cotonou, département du Littoral dans le Sud du Bénin, en face de la place de l'Indépendance et du Palais présidentiel.

### Architecture
L'œuvre est une structure métallique recouverte de bronze. Réalisée par Li Xiangqun, elle est érigée sur une hauteur de 30 mètres.

## Construction
La décision d'érection de la statue de l'Amazone sur l'esplanade de l'Amazone, une place à aménager à cet effet, est prise à la suite du conseil des ministres en sa séance du 17 juillet 2019. La maquette est présentée le mercredi 28 août 2019 par l'agence nationale pour la promotion du tourisme, dans les locaux du Ministère du Commerce. Après les consultations, la réalisation de l'œuvre est confiée à l'artiste-sculpteur chinois Li Xiangqun, sous la Société Beijing Huashi Xiangqun Culture et Art Co. Ltd,,.

## Symbolique
Le projet est initié dans le but de donner une nouvelle identité visuelle à la république du Bénin. C'est aussi, l'occasion de rendre hommage aux amazones,,.
Le monument Amazone renvoie à un ancien régiment militaire entièrement féminin qui a existé jusqu'à la fin du XIXe siècle dans le royaume de Danxomè. Il s’agit d’un corps créé sous le règne de Tassi Hangbé (de 1708 à 1711) et dénommé « Agoodjié » ou encore "minons", puis restructuré par le roi Guézo.
L'Amazone représente :
- une force féminine historique qui doit servir de repère aux générations actuelles et futures du Bénin;
- un symbole de l’histoire du Bénin et de l’épopée des illustres personnages;
- une source de fierté et un élan patriotique auprès de tous les Béninois ;
- un intérêt pour la réappropriation du symbole identitaire fort de la femme béninoise ;
- une perpétuation dans le contexte national moderne du rôle déterminant de la femme dans la culture et dans l’histoire du peuple béninois ;

La statue de l'Amazone symbolise des valeurs qui vont inspirer les femmes et les hommes du Bénin :
- courage ;
- bravoure ;
- patriotisme

## Polémiques
Les travaux en fin de la semaine du 8 mai 2022 dévoilent le visage jusqu'au buste de la statue de l'Amazone jusqu'alors à l'abri des regards. À la suite de ce dévoilement, une polémique apparait sur les réseaux sociaux avec la propagation d'une rumeur insinuant qu'il s'agit de la statue de Tassi Hangbé. Le 14 mai 2022, le gouvernement du Bénin édite un communiqué pour la démentir en rappelant le contexte de l'érection du monument.

## Notes et références

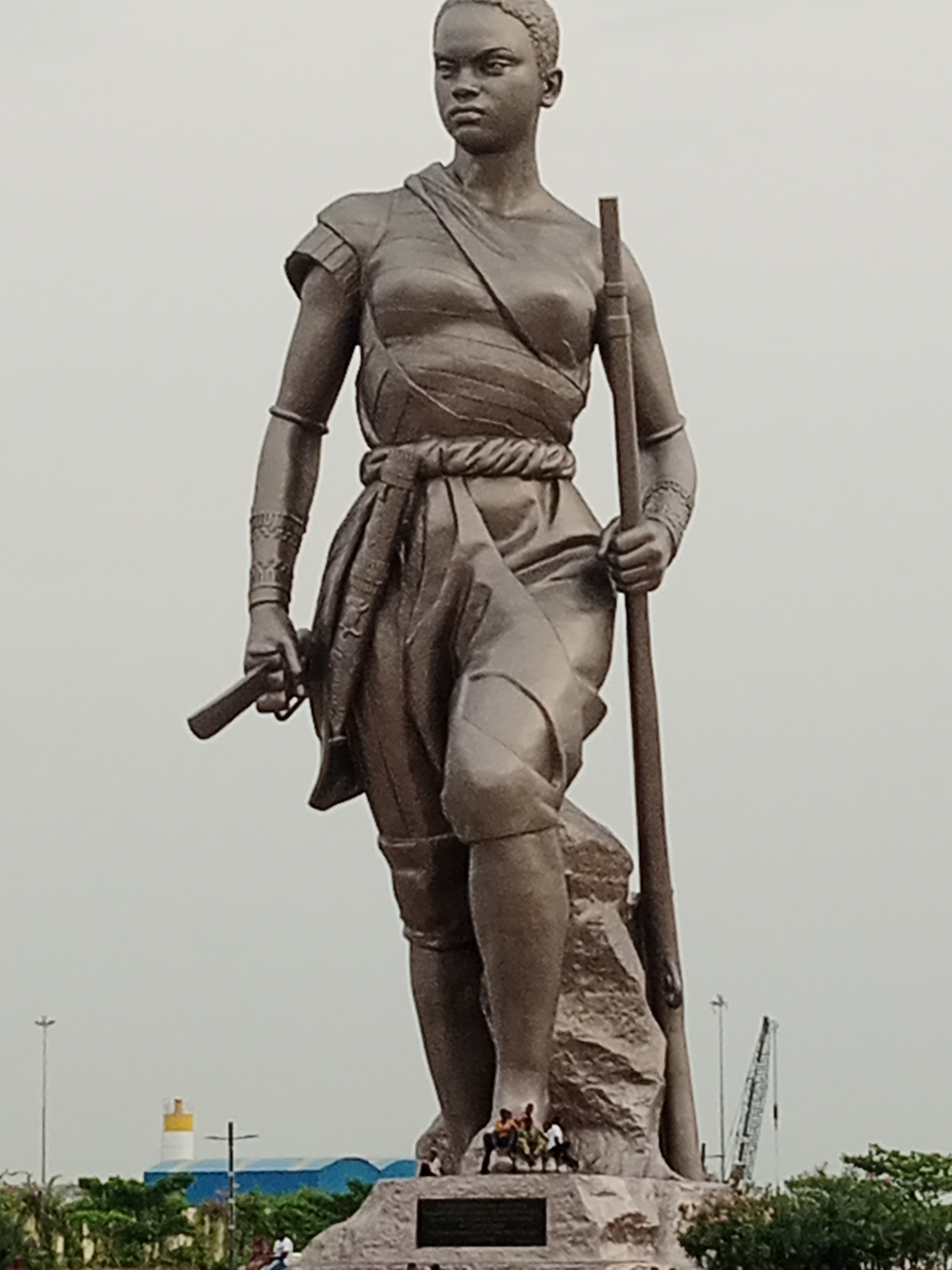
Monument de l'amazone Cotonou (Bénin)